# Bad Niedernau
Bad Niedernau (bis 1936 Niedernau) ist ein Stadtteil von Rottenburg am Neckar im Landkreis Tübingen in Baden-Württemberg (Deutschland). Seit 1936 darf der Ort den amtlichen Beinamen „Bad“ führen.

## Geographie

### Geographische Lage

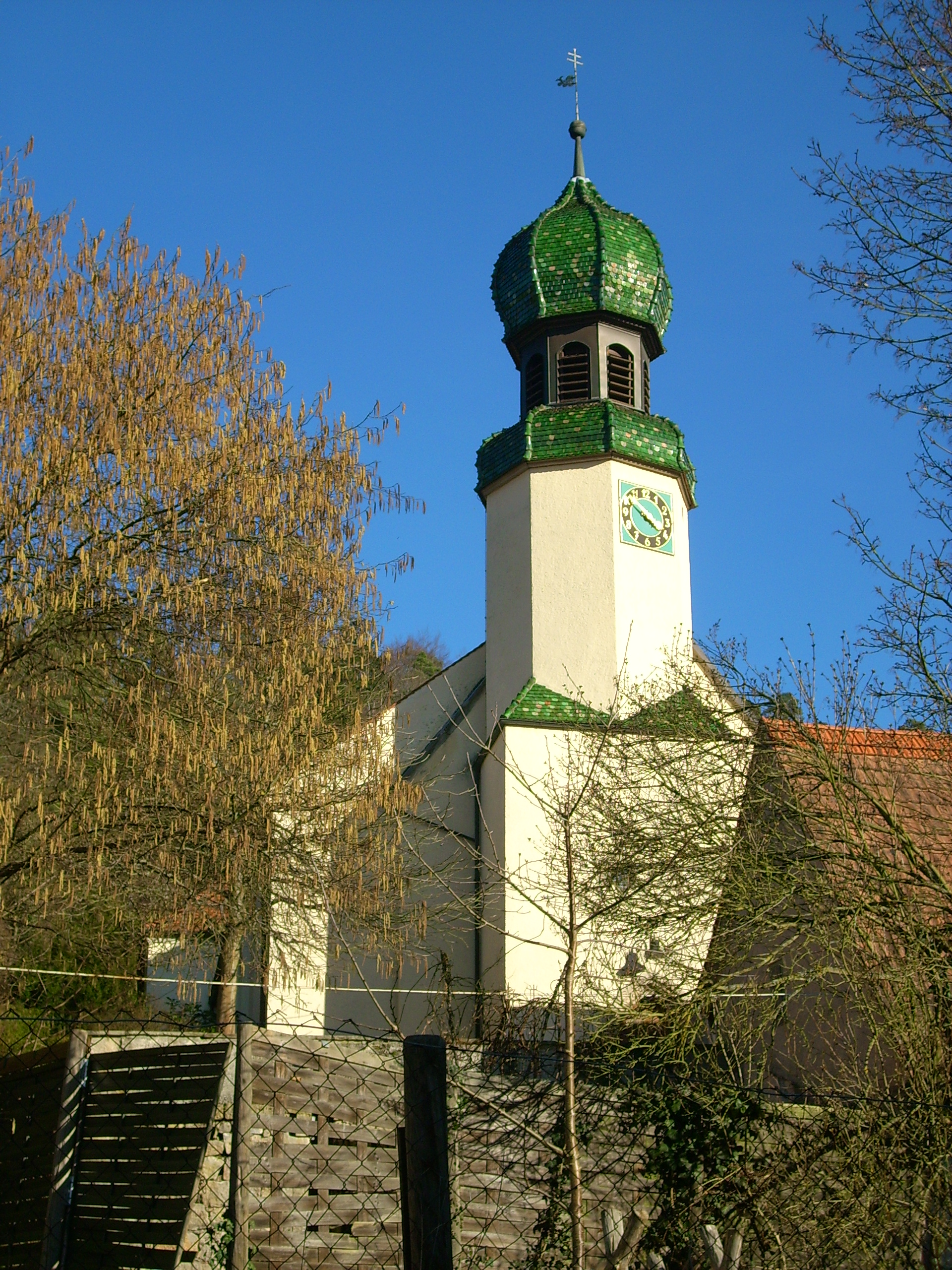
Pfarrkirche St. Konrad

Bad Niedernau liegt etwa drei Kilometer südwestlich von Rottenburg im Neckartal in 349 bis 475 Meter Höhe. Der Ort liegt rechts des Neckars an der Öffnung zum Katzenbachtal, einem Nebental des Neckartales. Der Katzenbach entspringt auf der Gäuhochfläche bei Dettingen und durchfließt den Ort von Südosten kommend. Als rechter Zufluss mündet er in den Neckar.

### Ausdehnung
Die Gemarkungsfläche des Ortes Bad Niedernau beträgt 410 Hektar. Davon entfallen 52,5 % auf landwirtschaftliche Fläche, 7,7 % auf Siedlungs- und Verkehrsfläche, 32,3 % auf Waldfläche, 5,3 % auf Wasserfläche und 2,2 % auf die übrige Nutzung.

### Nachbarorte
Folgende Orte grenzen an Bad Niedernau, sie werden im Uhrzeigersinn beginnend im Norden genannt: Rottenburg, Weiler, Schwalldorf und Obernau (alle Landkreis Tübingen).

## Geschichte
Niedernau wird 1127 erstmals urkundlich erwähnt. Anlass der Erwähnung war die Weihung der Konradskapelle. Nach 1280 errichten die Herren von Ehingen über dem Katzenbachtal die Ehingerburg. Diese wurde aber 1407 während einer Fehde mit den Grafen von Zollern zerstört.
Niedernau war Teil der Grafschaft Hohenberg und kam mit dem Verkauf dieser 1381 zu Vorderösterreich. Ab dem 15. Jahrhundert gehörte der Ort der Landschaft Niederhohenberg an. Kirchlich gehörte Niedernau zur Pfarrei St. Remigius in Ehingen (heute ein Teil von Rottenburg). 1339 wurde die Pfarrei in das Chorherrenstift St. Moriz eingegliedert. Im Jahr 1806 erhielt Niedernau eine eigene Pfarrei. Die heutige Kirche St. Konrad wurde im 18. Jahrhundert errichtet.
Mit der Grafschaft Hohenberg kam Niedernau 1806 zum Königreich Württemberg. 1807 wurde es dem neu gegründeten Oberamt Rottenburg zugeordnet. Als das Oberamt 1938 aufgelöst wurde, kam der Ort zum Landkreis Tübingen. Am 1. Dezember 1971 wurde Bad Niedernau in die Stadt Rottenburg am Neckar eingegliedert.

### Geschichte des Bades

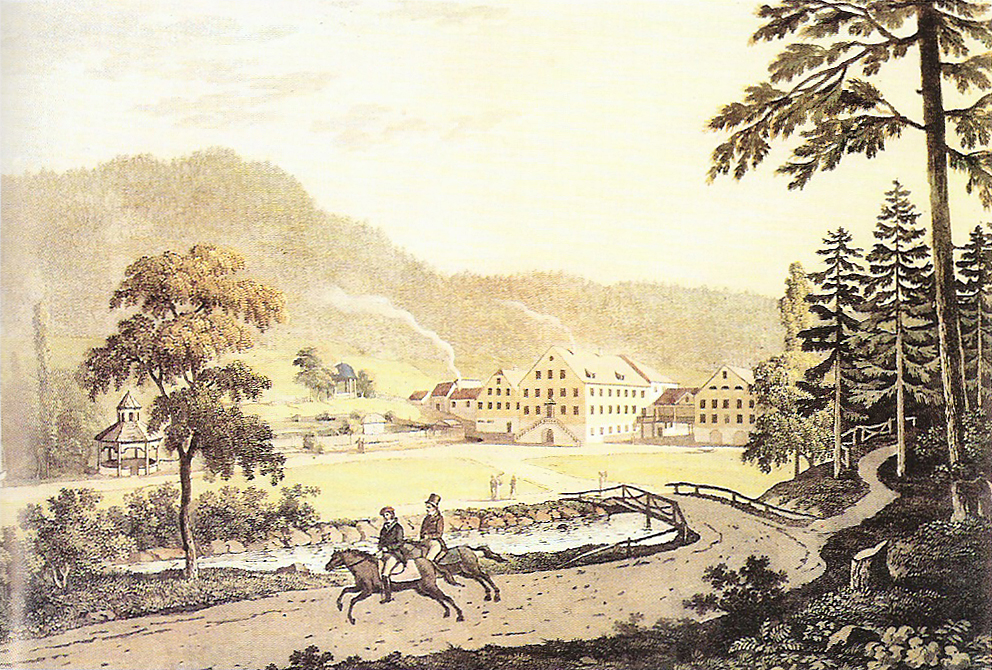
Carl Dörr: Das Niedernauer Bad (Aquatinta, ca. 1810)

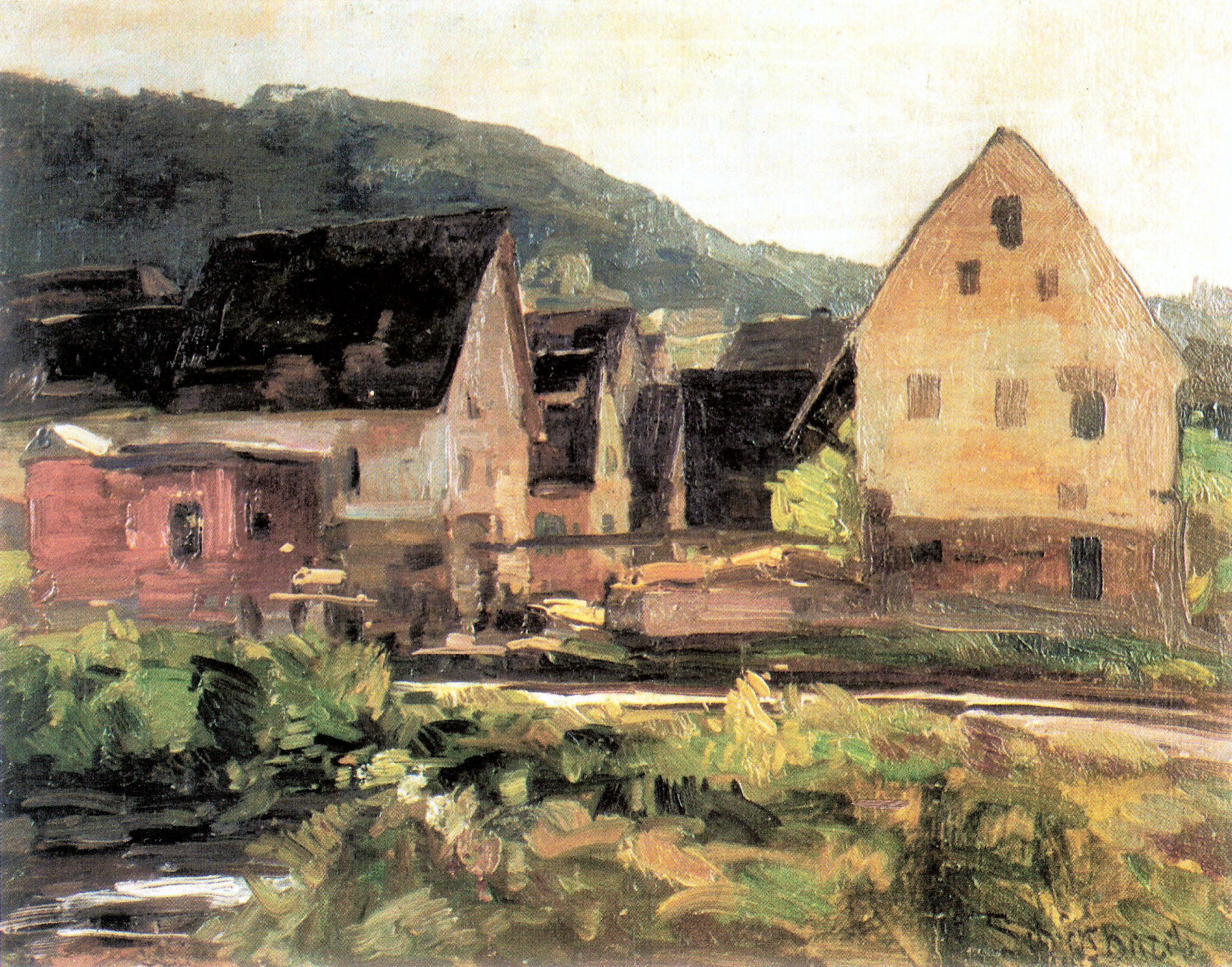
Karl Schickhardt: Stangelsche Mühle in Bad Niedernau (Öl auf Leinwand, 1924)

Im Jahr 1471 wird zum ersten Mal ein „Sauerbronnen“ erwähnt. 1664 beschreib es der Rottenburger Arzt Johann Christoph Geilfus. 1804 kauft der Arzt und Landtagsabgeordnete Franz Xaver Raidt das kleine Bad in Niedernau. Unter ihm wurde es zu einem Gesellschaftsbad ausgebaut und erlebte seine Blütezeit. Das Bad wurde von Künstlern besucht, so zum Beispiel vom Stuttgarter Maler Karl Schickhardt, der gern Niedernau auf seinen Bildern verewigte. Zu Ehrung seiner Verdienste „als Gönner des Bades Niedernau und Herold unserer Gegend“ wurde bereits 1912 am Albvereinsweg Niedernau – Wittlichblick – Rottenburg an einer attraktiver Stelle ein „Schickhardtblick“ hergerichtet. In Bad Niedernau gibt es zu seiner Erinnerung eine Schickhardtstraße. Bis 1914 besuchte auch die württembergische Königsfamilie das Bad. Seit 1936 darf Niedernau den Beinamen „Bad“ im Ortsnamen tragen. Nach 1964 wurde der Kurbetrieb und das Sanatorium von der aus der Batschka stammenden „Kongregation der Armen Schulschwestern Unserer Lieben Frau“ betrieben. In einem Teil des Gebäudekomplexes war von 2009 bis 2019 die Emil-Schlegel-Klinik untergebracht. Heutzutage sind die Schwestern zwar noch vor Ort, aber der Kurbetrieb ist eingestellt. Deshalb könnte der Ort seinen Beinamen bald verlieren.

## Kultur und Sehenswürdigkeiten
Bauwerke
- Steinersches Anwesen – Landsitz des Kilian Steiner
  - Villa Waldhaus, 1865
    - erbaut 1864/65 durch  Felix von Niemeyer, Leibarzt des württembergischen Königshauses
    - ab 1922 Kriegererholungsheim, Aufstockung im expressionistischen Stil 1925

  - Gartenpavillon des  Kilian Steiner, entworfen von Heinrich Theodor Schmidt, 1880
  - Gärtnerhaus, 1890
- Pfarrkirche St. Konrad
- Villa Raidt, Marienbergstraße 15
- Apolloquelle (römische Quelle des Heilgottes Apollo Grannus)
- Sanatorium
- Sieben-Täler-Höhle

Parks
- Kurpark

## Wirtschaft und Infrastruktur

### Verkehr
Bad Niedernau liegt an der L 370 zwischen Horb und Rottenburg. Im Öffentlichen Nahverkehr verkehren Busse der Linien 7626 und 7629 zwischen Rottenburg und Horb bzw. Felldorf. Der Ort liegt in der Wabe 112 des Verkehrsverbundes Neckar-Alb-Donau.
Seit 1864 hat Bad Niedernau auch eine Station an der Bahnstrecke Plochingen–Immendingen. Der Haltepunkt befindet sich etwas entfernt nördlich des Ortes.

### Ansässige Unternehmen
- Im Sprudelwerk Bad Niedernau wird das Heilwasser der Bad Niedernauer Römerquelle abgefüllt. Die früher selbständige Firma gehört heute zur Brunnen Union St. Christophorus GmbH in Göppingen.
- Die Firma E-Werk Stengle betreibt in Bad Niedernau das örtliche Stromnetz[5] sowie das Wasserkraftwerk Bad Niedernau[6].

## Persönlichkeiten
Hier geboren
- Franz Raidt (1896–1982), Ministerialbeamter

Ehrenbürger
- 1891: Kilian von Steiner, Bankier und Mäzen